# Snorre Wohlfahrt
Carl Snorre Sixtensson Wohlfahrt, född 11 juni 1895 i Karlsdals bruksförsamling, Örebro län, död 22 december 1969, var en svensk läkare. Han var bror till Sixten Wohlfahrt.
Wohlfahrt, vars far var bruksdisponent, blev medicine kandidat 1920, medicine licentiat 1926, medicine doktor 1932, var docent i neurologi vid Karolinska institutet 1933–44 och i psykiatri 1944–60. Han var amanuens eller underläkare 1924–32 och överläkare på Beckomberga sjukhus 1932–46 och vid psykiatriska kliniken på Södersjukhuset 1946–61. 
Wohlfahrt var generalsekreterare i Nordiska neurologiska föreningen 1929–36, sekreterare i Svenska Läkaresällskapets sektion för neurologi och psykiatri 1931–36, ordförande 1943–46, ledamot av sinnessjuknämnden 1936–45 och interneringsnämnden 1940–46. Han tilldelades professors namn 1958. Han författade skrifter särskilt rörande hjärnpatologi, psykiatri och neurologi.
Wohlfahrt tog 1944 initiativ till Sveriges första lobotomier, vilka utfördes av neurokirurgen Gösta Norlén på patienter från Beckomberga sjukhus. Wohlfahrt blev kommendör av Nordstjärneorden 1957.